# Carsten Hemmingsen
Carsten Hemmingsen est un footballeur danois, né le 18 décembre 1970. Il est le frère de Michael Hemmingsen, ancien défenseur et actuel entraîneur-adjoint à OB Odense.

## Biographie
En tant que milieu, Carsten Hemmingsen fut international danois lors d'un match, durant lequel il n'a pas marqué de but.
Il participa à la Coupe des confédérations 1995. Il ne joue pas contre l'Arabie saoudite, mais il fut titulaire contre le Mexique. Il fut remplacé à la mi-temps par Jacob Laursen, car le Danemark était mené 1-0 par le Mexique. Cela constitue sa seule sélection avec le Danemark. Il ne joue pas la finale contre l'Argentine. Il remporte la Coupe des Confédérations 1995.
Il joua dans différents clubs danois (B 1913 Odense, OB Odense, FC Copenhague, AB Copenhague, Vejle BK et AGF Århus), ne remportant que deux coupes du Danemark. Il arrêta sa carrière en 2005.

## Clubs
- 19..-1994 : B 1913 Odense
- 1994-1996 : OB Odense
- 1996-2000 : FC Copenhague
- 2000-2004 : OB Odense
- 2004 : AB Copenhague (prêt)
- 2004-2005 : Vejle BK
- 2005 : AGF Århus

## Palmarès
- Coupe du Danemark de football

- - Vainqueur en 1997 et en 2002
  - Finaliste en 1998
- Coupe des confédérations
  - Vainqueur en 1995